# Michele Deriu
Michele Deriu (Cagliari, 20 giugno 1921 – Parma, 27 ottobre 1980) è stato un geologo e petrografo italiano.

## Biografia
Nel 1949 si è laureato in ingegneria mineraria all'Università di Cagliari.  Dopo aver svolto attività di ricerca e docenza nel predetto ateneo, nel 1951 si è trasferito all'Università La Sapienza di Roma, dove è stato assistente presso la cattedra di petrografia. Di tale cattedra, ma presso l'ateneo di Parma, è stato titolare dal 1961, dirigendo peraltro gli Istituti di mineralogia e di petrografia e giacimenti minerari, nonché il museo di mineralogia, al quale, negli anni settanta, ha unito una litoteca. Nell'università parmense, dove è restato fino al pensionamento, e dove ha insegnato come professore ordinario anche geochimica, ha vantato una serie di incarichi anche nella governance d'ateneo, essendo stato prorettore (1968-1973) e preside della facoltà di scienze (1973-1979).
Si è interessato di stratigrafia, partecipando alla compilazione della carta geologica d'Italia, di costituzioni geologiche e di mineralogia. Nei suoi studi si è lungamente occupato del periodo quaternario di diverse aree della Sardegna, quali il Montiferru e la Planargia, con particolare riferimento a Bosa. Ha scritto anche sulla storia geologica dell'Appennino parmense (1964) e sui marmi di Pagazzano (1968).
Membro del Comitato Geologico d'Italia dal 1964 al 1977, con l'incarico di presiedere la relativa commissione vulcanologica, Deriu è stato presidente della Società Geologica Italiana nel biennio 1973-'74. Nel 1972 il Presidente della Repubblica Italiana Giovanni Leone gli ha conferito la medaglia d'oro per benemeriti della cultura e della scienza. Nel 2007 la città di Parma gli ha intitolato una strada.